# Urdaneta (Aragua)
Urdaneta é um município da Venezuela localizado no estado de Aragua.
A capital do município é a cidade de Barbacoas.